# Koronadal
Koronadal (offiziell: City of Koronadal), bei den Einheimischen auch bekannt unter dem Namen Marbel, ist eine Stadt der Philippinen und befindet sich in der Provinz South Cotabato auf der Insel Mindanao.
Sie ist einerseits das Bezirkszentrum des philippinischen Bezirks XII SOCCSKSARGEN, anderseits die Hauptstadt der Provinz South Cotabato.
Koronadal City ist zudem ein Bildungs-, Verwaltungs-, Wirtschafts- und Handelszentrum dieser Provinz, wie auch der Nachbarprovinz Sultan Kudarat.

## Namensherkunft
Das Wort Koronadal leitet sich vermutlich ab aus zwei Wörtern der B'laan-Sprache. Der erste Teil kommt von dem Wort koren oder Kolon, was ein Cogon Gras bezeichnet, eine robuste Grasart, die in den Philippinen wächst. Der zweite Teil besteht aus dem Wort nadal oder datal, was Flachland bedeutet. Zusammen beschreibt es den Ort, an dem sich die Einheimischen niederließen, ein flaches Grasland.
Ein weiterer Name der Stadt ist Marbel. Dieser kommt ebenfalls aus dem Dialekt B'laan und leitet sich ab von dem Wort Marb-E und meint trübes Wasser. Der Name bezieht sich wahrscheinlich auf einen nahen Fluss, der heute als Marbel River bekannt ist. Es ist gut möglich, dass dieser Name ursprünglich für den Ort verwendet wurde.

## Geographie
Koronadal liegt im nordöstlichen Teil der Provinz South Cotabato. Die Stadt ist begrenzt durch die Gemeinde Tantangan im Nordwesten und der Gemeinde Lutayan aus der Provinz Sultan Kudarat im Nordosten, von der Gemeinde Banga im Südwesten und im Südosten durch die Gemeinden Tupi und Tampakan.
Koronadal ist ein fruchtbares Tal, das durch das Roxasgebirge im Südwesten und dem Quezon-Bergzug im Nordosten begrenzt wird.
Das Roxas-Gebirge zieht sich von dem Baranggay Saravia im Südosten zu Morales im Norden und durchbricht die Ortsteile Carpenter Hill, San Isidro, Sta. Cruz, Mambucal und Poblacion. Der Quezon-Bergzug zieht sich entlang der Baranggays San Jose, Mabini, Esperanza, Cacub und Topland.
Die Stadt ist 56 km entfernt von General Santos City und 136 km von Cotabato City.

## Demographie und Sprache
Der Hauptdialekt der Bewohner von Koronadal City ist Hiligaynon (Ilonggo), der von 69,58 % der Einwohner gesprochen wird. Dies ist dem Umstand zuzusprechen, dass die Siedlung Marbel von Einwanderern der Volksgruppe der Ilonggos aus den nördlich gelegenen Visayas gegründet wurde. Weitere verbreitete Dialekte sind Cebuano und Ilocano.
In der Stadt gibt es verschiedene religiöse Gruppen. Die meisten Einwohner sind römisch-katholisch, gefolgt von evangelischen Gruppen und den Iglesia ni Cristo.
Zudem gibt es im Stadtgebiet und der Umgebung eine Mischung aus muslimischen und indigener Volksgruppen wie den B'laan und den T'boli.

## Baranggays
Koronadal City ist politisch unterteilt in 27 Baranggays.
| - Assumption (Bulol) - Avanceña (Bo. 3) - Cacub - Caloocan - Carpenter Hill - Concepcion (Bo. 6) - Esperanza - General Paulino Santos (Bo. 1) - Mabini - Magsaysay - Mambucal - Morales - Namnama - New Pangasinan (Bo. 4) | - Paraiso - Zone I (Pob.) - Zone II (Pob.) - Zone III (Pob.) - Zone IV (Pob.) - Rotonda - San Isidro - San Jose (Bo. 5) - San Roque - Santa Cruz - Santo Niño (Bo. 2) - Sarabia (Bo. 8) - Zulueta (Bo. 7) |

## Geschichte
In der Vergangenheit war die Gegend bevölkert von den Volksgruppen der B'laans und der Maguindanaos. Später siedelten sich Einwanderer aus den Visayas in dem Gebiet an und gründeten den Ort Marbel. Wann der Ort zu Koronadal wurde, ist nicht bekannt.
Die Siedlung von Koronadal erhielt am 18. August 1947 durch den Executive Order Nr. 82 den Status einer Verwaltungsgemeinde. Als am 18. Juli 1966 mit dem Republic Act No. 4849 die Provinz South Cotabato gebildet wurde, bekam die Stadt schnell den Zuspruch, den Verwaltungssitzes der neuen Provinz zu beherbergen.
Das damalige Ortsgebiet war vergleichbar mit der Provinz Bata-an und beinhaltet die heutigen Gemeinden Tampakan, Tupi, Banga, Lake Sebu, Surallah, T'Boli, Sto. Niño, Norala und Isulan.
Die Stadturkunde erhielt Koronadal mit Wirkung des Republic Act 8803 am 8. Oktober 2000. Im Jahr 2003 wurde sie als ‚‘konkurrenzfähigste Stadt‘‘ in der Kategorie der kleinsten philippinischen Städte tituliert.
Mit dem Executive Order Nr. 304 vom 30. März 2004 wurde Koronadal City zum Sitz der Bezirksregierung des Bezirks SOCCSKSARGEN, der aus den Provinzen South Cotabato, Cotabato, Sultan Kudarat und den Städten Kidapawan City, Tacurong City, Cotabato City und General Santos City besteht.

## Klima
Laut Wetterdaten liegt die durchschnittliche Temperatur in der Stadt bei 27,07 °C.
Die wärmsten Monate sind die Monate von April bis Oktober, während es von Dezember bis Januar eher kühl ist.
Regenfälle sind mehr oder weniger das gesamte Jahr über zu verzeichnen. Durch die nahen Gebirgszüge ist die Stadt vor tropischen Stürmen relativ geschützt.

## Wirtschaft
Als Verwaltungszentrum des neuen Bezirks XII wurde die Stadt zu einem wichtigen Knotenpunkt von Handel, Industrie und Wirtschaft.
Koronadal City ist in erster Linie ein agrarwirtschaftliches Gebiet. Es ist das Herz des Reis und Getreideanbaus und ein Zentrum des Handels von rohen und der Herstellung von bearbeiteten Produkten.
Aber auch Früchte sind eine ausgeprägte Einkommensquelle der Einwohner von Koronadal City.

## Söhne und Töchter der Stadt
- Christian Perez (* 1982), Dartspieler